# Masdevallia revoluta
Masdevallia revoluta là một loài thực vật có hoa trong họ Lan. Loài này được Königer & J.Portilla mô tả khoa học đầu tiên năm 1994.